# Brendan Chardonnet
Brandon Augusted Chardonnet (Saint-Renan, 22 dicembre 1994) è un calciatore francese, difensore del Brest.

## Caratteristiche tecniche
È un difensore centrale.

## Carriera
Appassionato di calcio, inizia a giocarci nel settore giovanile del Brest, in cui entra a far parte nel 2010.
Dopo tre anni passati tra la primavera e la squadra riserve, il 18 maggio 2013 debutta in Ligue 1 nell'incontro in trasferta perso per 3-1 contro il Paris Saint-Germain.

## Statistiche

### Presenze e reti nei club
Statistiche aggiornate al 17 agosto 2025.
| Stagione        | Squadra         | Campionato      | Campionato | Campionato | Coppe nazionali | Coppe nazionali | Coppe nazionali | Coppe continentali | Coppe continentali | Coppe continentali | Altre coppe | Altre coppe | Altre coppe | Totale | Totale |
| Stagione        | Squadra         | Comp            | Pres       | Reti       | Comp            | Pres            | Reti            | Comp               | Pres               | Reti               | Comp        | Pres        | Reti        | Pres   | Reti   |
| --------------- | --------------- | --------------- | ---------- | ---------- | --------------- | --------------- | --------------- | ------------------ | ------------------ | ------------------ | ----------- | ----------- | ----------- | ------ | ------ |
| 2013-2014       | Brest 2         | CFA2            | 4          | 0          | -               | -               | -               | -                  | -                  | -                  | -           | -           | -           | 4      | 0      |
| 2012-2013       | Brest           | L1              | 1          | 0          | CF+CdL          | 0+0             | 0+0             | -                  | -                  | -                  | -           | -           | -           | 1      | 0      |
| 2013-2014       | Brest           | L2              | 15         | 0          | CF+CdL          | 1+0             | 0+0             | -                  | -                  | -                  | -           | -           | -           | 16     | 0      |
| 2014-2015       | Brest           | L2              | 8          | 0          | CF+CdL          | 2+0             | 0+0             | -                  | -                  | -                  | -           | -           | -           | 10     | 0      |
| 2015-2016       | Épinal          | N1              | 20         | 2          | -               | -               | -               | -                  | -                  | -                  | -           | -           | -           | 20     | 2      |
| 2016-2017       | Brest           | L2              | 14         | 0          | CF+CdL          | 2+1             | 0+0             | -                  | -                  | -                  | -           | -           | -           | 17     | 0      |
| 2017-2018       | Brest           | L2              | 8          | 0          | CF+CdL          | 0+0             | 0+0             | -                  | -                  | -                  | -           | -           | -           | 8      | 0      |
| 2018-2019       | Brest           | L2              | 10         | 2          | CF+CdL          | 3+2             | 0+1             | -                  | -                  | -                  | -           | -           | -           | 15     | 3      |
| 2019-2020       | Brest           | L1              | 12         | 0          | CF+CdL          | 0+3             | 0+0             | -                  | -                  | -                  | -           | -           | -           | 15     | 0      |
| 2020-2021       | Brest           | L1              | 33         | 3          | CF              | 0               | 0               | -                  | -                  | -                  | -           | -           | -           | 33     | 3      |
| 2021-2022       | Brest           | L1              | 32         | 3          | CF              | 3               | 0               | -                  | -                  | -                  | -           | -           | -           | 35     | 3      |
| 2022-2023       | Brest           | L1              | 30         | 0          | CF              | 0               | 0               | -                  | -                  | -                  | -           | -           | -           | 30     | 0      |
| 2023-2024       | Brest           | L1              | 33         | 1          | CF              | 3               | 0               | -                  | -                  | -                  | -           | -           | -           | 36     | 1      |
| 2024-2025       | Brest           | L1              | 27         | 1          | CF              | 3               | 1               | UCL                | 9                  | 0                  | -           | -           | -           | 39     | 2      |
| 2025-2026       | Brest           | L1              | 1          | 0          | CF              | 0               | 0               | -                  | -                  | -                  | -           | -           | -           | 1      | 0      |
| Totale Brest    | Totale Brest    | Totale Brest    | 224        | 10         |                 | 23              | 2               |                    | 9                  | 0                  |             | -           | -           | 256    | 12     |
| Totale carriera | Totale carriera | Totale carriera | 248        | 12         |                 | 23              | 2               |                    | 9                  | 0                  |             | -           | -           | 280    | 14     |